# Jack Smith (jurist)
Jack Smith (5 juni 1969) is een Amerikaanse jurist. Van 2018 tot 2022 was hij hoofdaanklager in het Kosovotribunaal bij het Internationaal Strafhof in Den Haag. Van 2022 tot 2025 was Smith speciale aanklager bij de Amerikaanse federale overheid om twee onderzoeken tegen de Amerikaanse oud-president Donald Trump te leiden.

## Carrière
Jack Smith groeide op in Clay, een gehucht in de stad Syracuse in de Amerikaanse staat New York. Hij studeerde eerst politieke wetenschappen aan de State University of New York in het stadje Oneonta. En verder van 1991 tot 1994 rechten aan de Harvard-universiteit.
Smith ging direct na zijn studies aan de slag als openbaar aanklager bij Openbare Ministeries in New York, eerst in Manhattan, daarna in 1999 in Brooklyn. Hij leidde aanklachten met betrekking tot bendes, geweldsmisdrijven, financiële fraude en corruptie bij de overheid. Van 2008 tot 2010 deed Smith dienst bij het Internationaal Strafhof in Den Haag om oorlogsmisdaden te onderzoeken. Daarna kwam hij aan het hoofd van de afdeling politieke en overheidscorruptie bij het Amerikaanse ministerie van Justitie. In 2015 verhuisde Smith naar Tennessee om meer tijd te kunnen spenderen met zijn familie. Hij kreeg er een functie bij de federale openbare aanklager in Nashville. Na het mankeren van een vaste benoeming als hoofdaanklager voor het Middendistrict van Tennessee nam Smith in september 2017 een kaderfunctie in de lokale gezondheidszorg aan.
In mei 2018 werd Smith hoofdaanklager in het Kosovotribunaal bij het Internationaal Strafhof. Een van zijn voornaamste resultaten was de veroordeling in 2022 van Salih Mustafa, een voormalig commandant van het Bevrijdingsleger van Kosovo. Mustafa kreeg tot 26 jaar cel voor misdaden tegen de menselijkheid en oorlogsmisdaden. De commandant werd verantwoordelijk geacht voor de foltering van en moord op tientallen burgers.
In november 2022 werd Smith door Amerikaans justitieminister Merrick Garland aangesteld als "Speciale Raadsman" bij het federaal ministerie van Justitie om twee onderzoeken te leiden die betrekking hebben op de voormalige Amerikaanse president Donald Trump. Achtereenvolgens in juni en augustus 2023 diende Smith twee federale aanklachten in tegen Trump. In 2024 werd Trump herkozen tot president, waardoor rechtszaken tegen hem werden stopgezet want het Amerikaanse ministerie van Justitie kan wettelijk geen zittende presidenten vervolgen. Trump dreigde ermee Smith direct te ontslaan wanneer hij op 20 januari 2025 ingezworen wordt tot president, maar de raadsman wachtte hier niet op en nam op 11 januari zelf ontslag.

## Priveleven
- Smith trouwde in 2011 met de Amerikaanse documentairemaakster Katy Chevigny. Samen hebben ze een dochter.

## Trivia
- Smith is fervent triatleet in zijn vrije tijd. Hij heeft aan negen Iron Mans deelgenomen.[4]